# Stockbridge (Vermont)
Stockbridge es un pueblo ubicado en el condado de Windsor en el estado estadounidense de Vermont. En el año 2010 tenía una población de 736 habitantes y una densidad poblacional de 6 personas por km².

## Geografía
Stockbridge se encuentra ubicado en las coordenadas 43°45′42″N 72°44′13″O / 43.76167, -72.73694.

## Demografía
Según la Oficina del Censo en 2000 los ingresos medios por hogar en la localidad eran de $37,292 y los ingresos medios por familia eran $44,821. Los hombres tenían unos ingresos medios de $30,417 frente a los $25,000 para las mujeres. La renta per cápita para la localidad era de $21,379. Alrededor del 5.3% de la población estaban por debajo del umbral de pobreza.